# Kubeben-Pfeffer
Kubeben-Pfeffer (auch Kubenenpfeffer) oder Stiel-Pfeffer (Piper cubeba) ist eine Pflanzenart aus der Gattung Pfeffer in der Familie der Pfeffergewächse (Piperaceae). Er wird als Gewürz- und Heilpflanze verwendet. Die Früchte der Pflanze werden ebenfalls als Kubebenpfeffer, die einzelne Frucht wird als Kubebe (Plural: Kubeben; älter auch Cubebe und Cubeben), von gleichbedeutend lateinisch cubeba, bezeichnet.

## Beschreibung

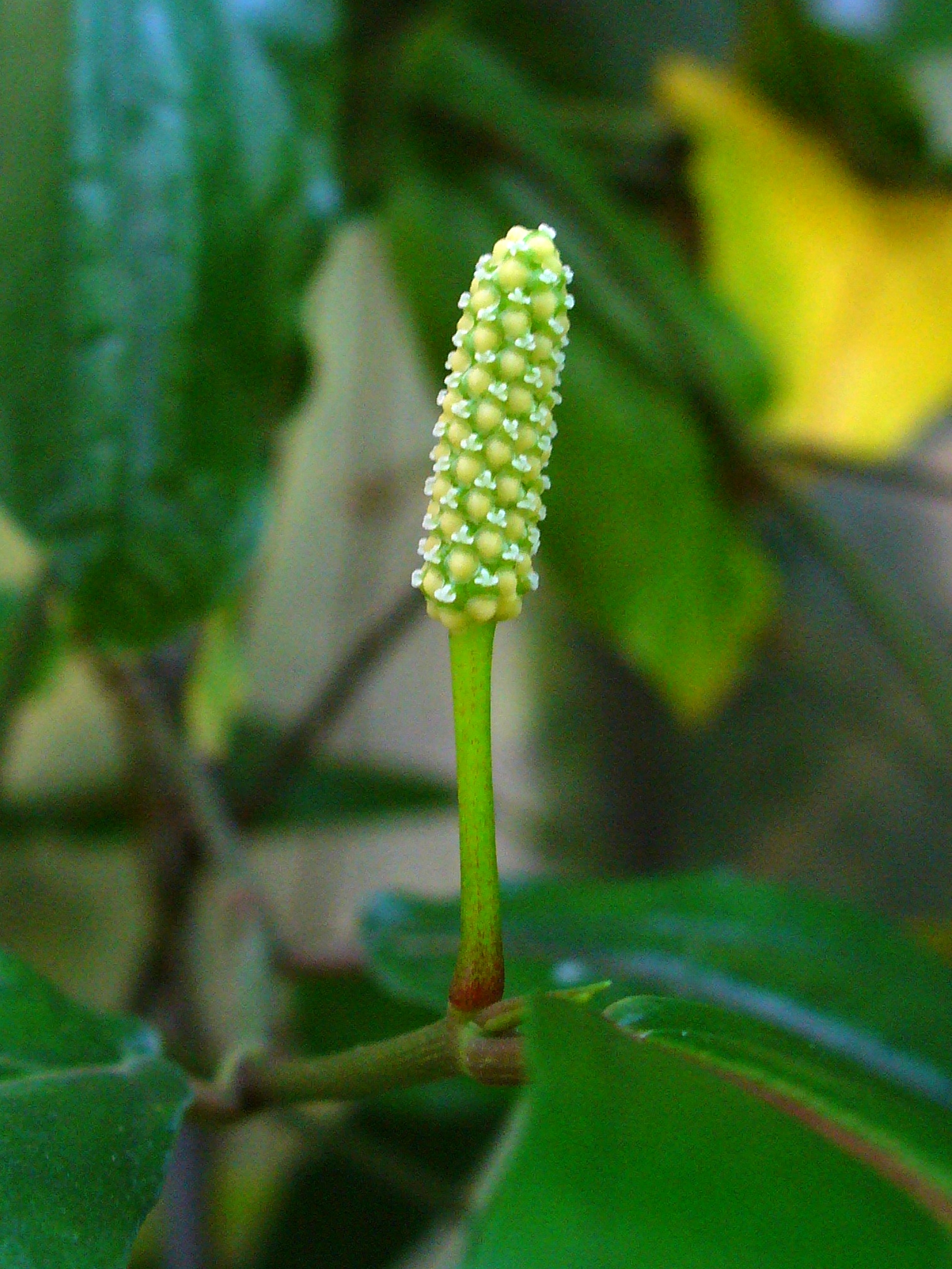
Blütenstand

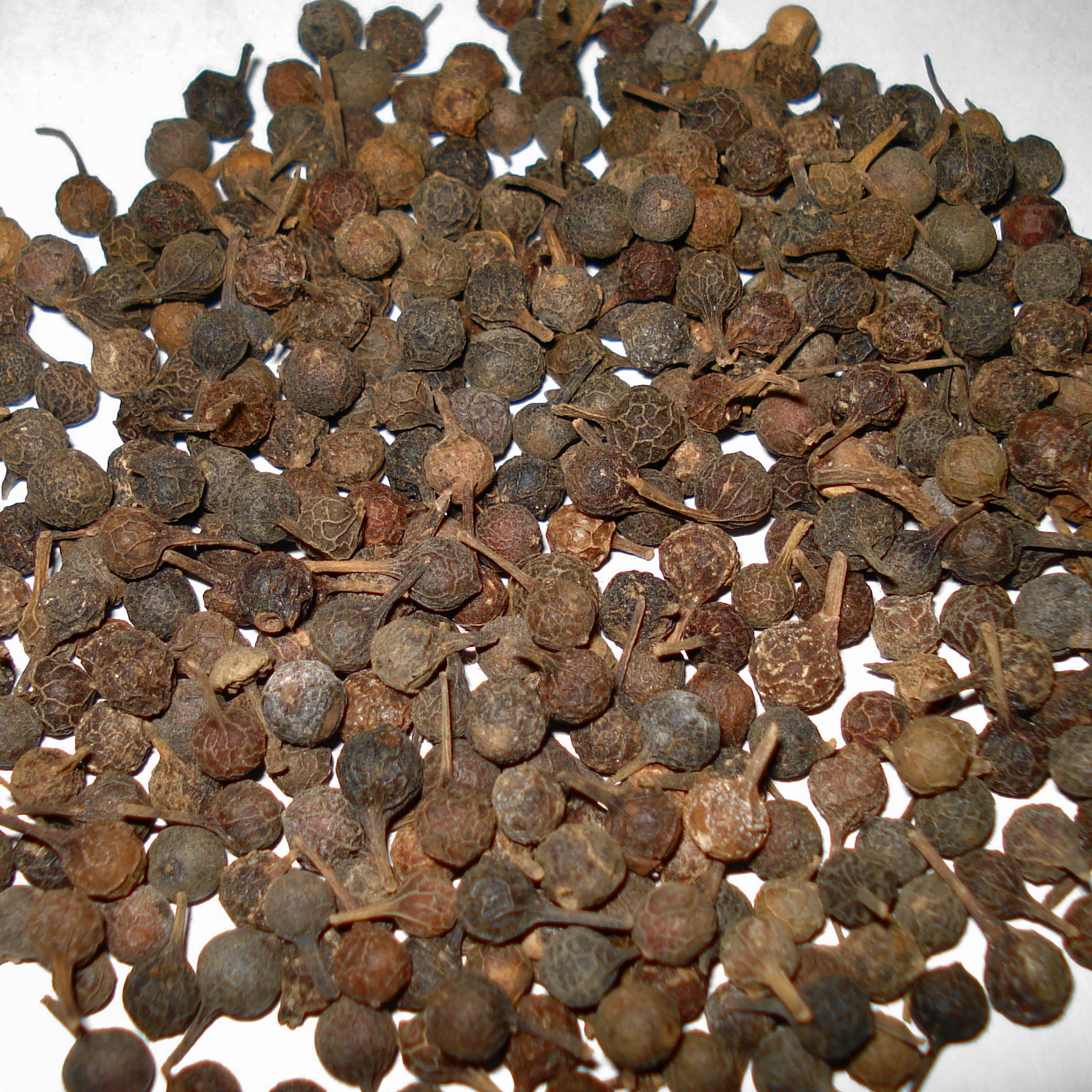
Kubebenpfeffer

### Vegetative Merkmale
Der Kubeben-Pfeffer ist eine ausdauernde Kletterpflanze. Die Sträucher werden bis zu 6 Meter hoch. Die wechselständigen, glatten und kurz gestielten. ledrigen Laubblätter sind zugespitzt. 

### Generative Merkmale
Der Kubeben-Pfeffer ist zweihäusig diözisch. In einem kurzen, blattgegenständigen und ährigen Blütenstand stehen viele, relativ kleine, weiße und eingeschlechtliche Blüten ohne Blütenhülle zusammen. Die männlichen Blütenstände sind länger und schlanker. Die kleinen, rundlichen, einsamigen und steinfruchtartigen Früchte beschreibt der Botaniker John Parkinson als „kleine, etwas süßliche Beeren, nicht größer als Pfefferkörner, aber rauer und furchiger und nicht so fest […] und jede hat einen kurzen kleinen Stängel, der wie ein Schwänzchen aussieht.“ Die Früchte sind gelb bis rot und zuletzt schwärzlich.

## Verbreitung
Der Kubeben-Pfeffer, genannt auch Indischer Pfeffer, ist in Java und auf anderen indonesischen Inseln heimisch. Er wird auch in anderen Gebieten Indonesiens und in Sri Lanka angebaut.

## Ernte und Verarbeitung
Die Steinfrüchte werden noch grün geerntet und an der Sonne getrocknet, bis sie tief braunschwarz sind.

## Inhaltsstoffe
In den Früchten sind 7 bis 18 Prozent ätherisches Öl enthalten. Weitere wichtige Inhaltsstoffe sind fettes Öl, Harze (Cubebinsäure), Cubebin, Piperidin und nur etwa 0,4 % des für die Schärfe des schwarzen Pfeffers verantwortlichen Piperin. Das ätherische Öl ist reich an Sesquiterpenen (α- und β-Cubeben, Copaen, β-Bisabolen, β-Caryophyllen, δ-Cadinen) und oxygenierten Sesquiterpenen (Cubebol, Nerolidol), aber auch Monoterpenen (α-Thujen, Sabinen, Myrcen, α-Pinen, Camphen, Limonen).

## Verwendung

### Geschichte
Kubeben (über arabisch kubāba von lateinisch cubeba) sind die unreifen Früchte der früher als Cubeba officinalis L. bezeichneten Pflanzenart. In China wurden Kubeben seit langem in der Medizin zu Heilzwecken verwendet. Sie erreichten den Westen durch arabische Händler und wurden (zum Beispiel bei Husten) als Heilmittel wie als Gewürz geschätzt. Bis zum 17. Jahrhundert waren sie allgemein gebräuchlich und wurden gelegentlich mit Wacholderbeeren verfälscht. Als Lieferant von Ersatzfrüchten für Cubeba diente unter anderem auch die Myrte. In seinem Theatrum Botanicum von 1640 berichtet Parkinson, dass der König von Portugal den Verkauf von Kubeben verboten habe, um denjenigen des schwarzen Pfeffers zu fördern.

### Küche
Kubeben haben ein warmes, terpentinähnliches Aroma. Der Geschmack ist bitter-eukalyptusartig mit einem leicht bitteren Nachgeschmack, oder wird als scharf und etwas bitter beschrieben. Kubebenpfeffer passt gut zu anderen Gewürzen, wie Ingwer, Zitronengras, Gewürznelken und Wacholder.
Kubeben werden noch immer in Gewürzmischungen wie Ras el-Hanout und in der indonesischen Küche verwendet. Der Kubebenpfeffer dient zum Aromatisieren von Magenlikören, Würzsoßen und ist Bestandteil des Pfefferkuchengewürzes. Er passt besonders zu dunklen Saucen, Geschmortem, Wild, Nieren, Wurst, Grünkohl, Wirsing, Rotkohl, Desserts, Backwaren.

### Heilpflanze
Kubeben sind seit der Antike als Heilmittel verwendet worden und im Osten immer noch geschätzt. Sie wirken schleimlösend und werden in Mitteln gegen Atembeschwerden gebraucht. Kubeben haben antiseptische Eigenschaften. In der Volksheilkunde finden die getrockneten Früchte Verwendung bei entzündlichen und bakteriellen Erkrankungen der Harnwege, ebenfalls als Expektorans bei chronischer Bronchitis, unzerkleinert bei Kopfschmerzen (Schwindelkörner), Gedächtnisschwäche und zur Steigerung des Geschlechtstriebs. Kubebenpfeffer war Heilpflanze des Jahres 2016.